# 緑野馬車鉄道
緑野馬車鉄道（みどのばしゃてつどう）は、日本鉄道（後の鉄道省高崎線）新町停車場から多野郡藤岡町（藤岡市）を経由して鬼石町（藤岡市）を結んだ馬車軌道およびその運営会社である。業績不振により1923年（大正12年）に廃止された。

## 路線データ
- 路線距離：新町 - 鬼石 9哩01鎖
- 軌間： 2尺5寸
- 複線区間：なし（全線単線）
- 電化区間：なし（全線非電化）
- 動力：馬力

## 駅一覧
新町 - 踏切南 - 岡之郷 - 下栗須 - 一軒家 - 藤岡 - 本郷 - 神田 - 保美 - 鯉池 - 八塩 - 鬼石
明治35年群馬県統計書（国立国会図書館デジタルコレクション）による

## 歴史
新町より神流川下流にある藤岡町は、この地方の中心地で郡の役所が置かれており、また鬼石町では養蚕が盛んであった。そこで、日本鉄道の新町停車場まで繭糸並びに養蚕製糸に関する物品を運搬することを主な目的として、後に藤岡町長になる新井喜平ら77人の発起人により敷設願が1896年（明治29年）3月10日に提出され、10月12日に特許状が下付された。会社は1898年（明治31年）1月17日に登記され、初代社長に新井が就任し、同日には新町 - 藤岡間の工事を着工した。4月16日に新町 - 藤岡間が開業となり、鬼石まで全線開業したのは1900年（明治33年）1月26日であった。全通後まもない3月2日には、新井に代わり三波川村（鬼石町→藤岡市）初代村長の飯塚滋賀が社長に就任した。
ところで経営状況であるが、開通後一カ年目の決算期（明治34年3月31日）は1株につき25銭の配当があったが、その後は欠損続きであつた。その原因として貨物の不振がある。当初に目論んでいたのは貨物輸送であったが、積卸に手数が要するため荷馬車からの移行が進まなかったこと。また当初より借入金が22,361円あり、その利子負担が重く、毎年弁済しきれないまま累積していったことがあげられる。この債務に対し、1903年（明治36年）には4万円の増資をおこない、1905年（明治38年）2月に払込が終わると、その大半（38,857円）は借入金の返済にあてられた。だが、その後日露戦争が始まり、その影響もあり経営は改善の兆しが見えなかった。このような営業状況であるので設備の修繕もままならず、開業から使用している中古で手に入れた軌条は、酷使のため損傷が多くみられ、ひどいものは頭部は摩滅し、底部は腐食して原型をとどめない状態であった。1916年（大正5年）8月15日になり、損傷箇所の多い藤岡 - 鬼石間の軌条交換を理由に運転休止を群馬県庁に届出をし、また8月25日には休止区間に乗合馬車の営業の手続きをした。撤去した軌条は9月1日に1万5千円で売却し、その代金は借入金の返済にあてられた。
一部区間の休止をする一方、劣勢を挽回するため鉄道への変更を計画した。社名を緑野鉄道とし、併用軌道から専用軌道に変更し、軌間は国有鉄道と同じ1,067mmに、蒸気動車を導入するなどであった。1919年（大正8年）10月6日に出願し、1920年（大正9年）3月24日に免許状が下付された。建設費用は60万円資金は増資により調達することを目論んだが実現はせず、1921年（大正10年）11月3日には免許は失効となってしまう。
業績は低調のまま1918年から藤岡 - 新町間に乗合自動車の運行が始まり、1919年には藤岡自動車輸送株式会社が創立され徐々に運行区間を延ばしていった。客を奪われていった緑野馬車鉄道は、1921年8月31日には新町 - 藤岡間も休止となり、遂に1923年（大正12年）3月2日全線廃止となった。そして11月28日の臨時株主総会では、会社解散の仮決議が行われるに至った。なお、廃止間もなく緑野馬車鉄道と同じ区間の新町 - 鬼石町間に蒸気鉄道が計画され、1926年（大正15年）12月1日に鉄道敷設免許が多野鉄道に下付されたが、1929年（昭和4年）5月28日に免許失効となり、これも実現しなかった。
- 1897年（明治29年）10月12日 - 特許状が下付[12]
- 1898年（明治31年）4月16日 - 新町 - 藤岡間開業[13]
- 1899年（明治32年）7月26日 - 藤岡 - 美九里保美間開業
- 1900年（明治33年）1月26日 - 美九里保美 - 鬼石間開業
- 1916年（大正5年）8月 - 藤岡 - 鬼石間休止
- 1921年（大正10年）8月31日 - 全線休止
- 1923年（大正12年）3月2日 - 全線廃止
- 1923年（大正12年）11月28日 - 会社解散の仮決議

## 輸送・収支実績
| 年度 | 輸送人員（人） | 営業収入（円） | 営業費（円） | 営業益金（円） | その他益金（円） | その他損金（円） | 客車 |
| ---- | -------------- | -------------- | ------------ | -------------- | ---------------- | ---------------- | ---- |
| 1908 | 112,528        | 11,269         | 9,043        | 2,226          |                  | 2,660            | 9    |
| 1909 | 119,323        | 9,946          | 9,394        | 552            | 990              | 1,894            | 7    |
| 1910 | 120,667        | 9,841          | 9,955        | ▲ 114          | 他勘定より1,941  | 利子1,377        | 7    |
| 1911 | 115,550        | 7,739          | 6,123        | 1,616          |                  | 利子1,691        | 7    |
| 1912 | 117,885        | 7,798          | 6,245        | 1,553          |                  | 1,589            | 7    |
| 1913 | 121,612        | 8,464          | 6,303        | 2,161          |                  | 利子1,593        | 7    |
| 1914 | 108,255        | 8,205          | 5,775        | 2,430          |                  | 利子1,528        | 7    |
| 1915 | 101,040        | 7,562          | 6,149        | 1,413          |                  | 利子1,415        | 7    |
| 1916 | 102,285        | 8,392          | 7,844        | 548            |                  |                  | 3    |
| 1917 | 87,162         | 9,879          | 9,887        | ▲ 8            |                  |                  | 3    |
| 1918 | 86,111         | 9,017          | 9,056        | ▲ 39           | 2,215            | 2,242            | 3    |
| 1919 | 84,225         | 10,721         | 11,501       | ▲ 780          | 2,635            | 2,655            | 3    |
| 1920 | 61,130         | 7,824          | 13,606       | ▲ 5,782        |                  |                  | 5    |
| 1921 | 21,110         | 2,867          | 5,042        | ▲ 2,175        |                  |                  | 5    |

- 鉄道院年報、鉄道院鉄道統計資料、鉄道省鉄道統計資料より

## 車両
開業時客車4両、貨車6両、馬匹12頭。明治36年度客車9両、貨車15両、馬匹25頭。貨車は明治42年度には0になった。

## 運行状況
開業時は新町 - 藤岡間を1日18往復所要時間20分。